# グアノシン三リン酸
グアノシン三リン酸（グアノシンさんリンさん、guanosine triphosphate）は生物体内に存在するヌクレオチドである。正式名はグアノシン-5'-三リン酸、普通は略称GTPで呼ばれる。分子量 523.18。
グアノシン二リン酸 (GDP) からアデノシン三リン酸 (ATP) のリン酸を受容して生合成される。類似した構造を持つATPが生物体内で高エネルギーリン酸結合のエネルギーを利用して、様々な生合成や輸送、運動などの反応に用いられるのに対し、GTPは主として細胞内シグナル伝達やタンパク質の機能の調節に用いられる。

## GTPの利用形態
生合成反応ではRNA合成やその他ヌクレオチドの合成に用いられる。そのほかに多糖の生合成では中間産物である「GDP糖」（GDP-グルコース、GDP-マンノースなど）の合成に用いられる。また動物のクエン酸回路ではスクシニルCoA合成のエネルギー源、オキサロ酢酸からホスホエノールピルビン酸の合成でのリン酸供与体として機能する。
GTP結合タンパク質としては次のようなものが知られる。これらは各機能の1サイクルごとにGTP 1分子と結合し、GDPに加水分解したのち解離する。
- タンパク質翻訳で働くいくつかの因子: 翻訳開始因子、翻訳伸長因子（アミノアシルtRNAのリボソームへの結合、ペプチジルtRNAの転座）、翻訳終結因子（真核生物）。
- チューブリン: GTP結合型が重合して微小管を形成する。GDPに加水分解すると脱重合する。
- 7TM受容体からのシグナル伝達に関わるGタンパク質: GTPを結合した状態が活性型で下流にシグナルを伝達する。
- 低分子GTP結合タンパク質: Rasタンパク質など、シグナル伝達や細胞機能の調節に働く。Gタンパク質と同様にGTPを結合した状態が活性型として働く。
- グアニル酸シクラーゼ: これもシグナル伝達に関与するタンパク質である。GTPからサイクリックGMP (cGMP) を合成し、cGMPはセカンドメッセンジャーの一種として機能する。グアニル酸シクラーゼには心房性ナトリウム利尿ペプチド受容体（膜結合型）や、一酸化窒素によって活性化されるもの（可溶型）が知られている。シルデナフィル（商品名バイアグラ）や発毛剤ミノキシジル（商品名リアップ）はcGMPの分解を抑制する作用がある。